# Arcésilaos (mythologie)
Pour les articles homonymes, voir Arcésilas.
Dans la mythologie grecque, Arcésilaos (en grec ancien Ἀρκεσίλαος / Arkesílaos) est un des meneurs béotiens de la guerre de Troie.
Il est le fils d’Aréilycos (ou Archilycos) et le frère de Prothoénor. Il est cité à deux reprises dans l’Iliade : dans le Catalogue des vaisseaux (chant II) puis au chant XV, qui rapporte sa mort, tué par Hector. Ses restes sont rapportés en Béotie par son cousin Léitos après la guerre.

## Sources
- Homère, Iliade [détail des éditions] [lire en ligne] (II, v. 495 ; XV, v. 329) avec la scholie au vers 494.
- Hygin, Fables [détail des éditions] [(la) lire en ligne] (97, 9).
- Quintus de Smyrne, Suite d'Homère [détail des éditions] [lire en ligne] (VIII, v. 304).
- Pausanias, Description de la Grèce [détail des éditions] [lire en ligne] (IX, 39, 2).
- Diodore de Sicile, Bibliothèque historique [détail des éditions] [lire en ligne] (IV, 67).
- Dictys de Crète, Éphéméride de la guerre de Troie [détail des éditions] [lire en ligne] (I, 13 et 17).
- Tzétzès, Allegoriae Iliadis (v. 528 et suiv.) avec la scholie au vers 532.